# Pentelicus aeneifrons
Pentelicus aeneifrons är en stekelart som först beskrevs av Girault 1935.  Pentelicus aeneifrons ingår i släktet Pentelicus och familjen sköldlussteklar. Inga underarter finns listade i Catalogue of Life.